# 一袋女王
《女王大人》（英語：Lady Commander），前身為《一袋女皇》《一袋女王》，為衛視中文台自2010年2月1日起首播的談話性綜藝節目，曾國城主持，2013年10月7日製作公司由全富傳播改為金星娛樂，2014年9月22日加入女主持人嚴立婷並改回全富傳播製作。2017年年末由於嚴立婷懷孕待產，由巴鈺代班主持。2018年5月14日嚴立婷產後回歸主持。由於巴鈺代班主持期間累積了不少人氣，巴鈺取代嚴立婷女主持人的位子，成為固定女主持人。由於衛視中文台停台，於2023年10月26日跳槽緯來綜合台，改名女王大人復錄，於2023年11月13日播出第一集。
2020年將節目開頭的短劇表演改名為「曾巴掛劇場」，於2021年10月結束。2021年11月1日，製作公司改為映畫傳播，內容全新升級，增加兩名攝影棚內加外景特派員紀言愷、劉宇珊。
由於2023年12月衛視中文台退出台灣，节目录制录到7月30日，2023年8月28日播毕，随即正式划下句点，2023年10月26日跳槽緯來綜合台改名女王大人，2023年11月13日上映。。

## 歷任主持人
- 第一任：曾國城 （2010年2月1日－2014年9月18日）
- 第二任：曾國城、嚴立婷（2014年9月22日－2018年5月10日）
- 第三任：曾國城、巴鈺（2018年5月14日－2021年10月28日）
- 棚內：曾國城、巴鈺（2021年11月1日－2023年8月28日） 
棚內加外景特派員：紀言愷、劉宇珊
- 女王調查局局長：梁赫群
- 曾代班主持人：巴鈺、季芹、朱芯儀、千田愛紗、LuLu、鍾欣凌、宋米秦、路嘉怡、任容萱、曾莞婷
- 第四任：曾國城、巴鈺（2023年10月26日－）

## 歷史
- 2009年7月13日，《一袋女皇》開播，播出時間為每週一、週二晚上11點。
- 2009年9月21日，播出時間調整為每週一至週四晚上11點，週五則是播出節目精選。
- 2010年2月1日，首度改版，節目名稱更改為《一袋女王》。
- 2012年2月23日，第二次改版，新增加女王團及國王團成員。
- 2012年4月23日起至2012年6月22日止，因應頻道節目時段調整，每週一至五晚間九點調整播出節目精選。
- 2013年3月1日起，播出時間調整為每週一至週四晚上11點，週五則是播出《K歌情人夢》。
- 2013年5月20日起，因應頻道節目時段調整，每週一至週五早上10點改播出節目精選。
- 2013年5月20日，第三度改版。
- 2013年10月7日，製作單位由全富傳播改為金星娛樂。
- 2014年6月16日，第四度改版。
- 2014年9月22日，第五度改版，加入女主持人嚴立婷並改回全富傳播製作。
- 2014年12月8日，慶祝1000集，巴戈、嚴立婷、曾國城與方芳芳切蛋糕慶祝[6]。
- 2016年3月7日，第六度改版。
- 2017年12月，嚴立婷因懷孕待產休息，由巴鈺、季芹、朱芯儀輪替代班。
- 2018年5月14日，巴鈺轉正，取代嚴立婷成為固定女主持人。
- 2019年3月21日終止重播[7]
- 2022年5月2日起，節目播出時間異動為22:00-23:00，原時段23:00-24:00改播戲劇天龍八部。
- 2023年3月6日起，節目播出時間異動為23:00-24:00，原時段22:00-23:00改播戲劇如懿傳。
- 2023年10月26日起，節目改名女王大人復錄，2023年11月13日第一集首播。

## 獎項紀錄

### 電視金鐘獎
| 年份   | 獲提名       | 獎項                          | 結果 |
| ------ | ------------ | ----------------------------- | ---- |
| 2019年 | 曾國城、巴鈺 | 第54屆金鐘獎 綜藝節目主持人獎 | 提名 |
| 2020年 | 曾國城、巴鈺 | 第55屆金鐘獎 綜藝節目主持人獎 | 提名 |
| 2024年 | 曾國城、巴鈺 | 第59屆金鐘獎 綜藝節目主持人獎 | 提名 |

## 外部連結
- 衛視《一袋女王》官方首頁 （页面存档备份，存于）
- 《一袋女王》官方粉絲團的Facebook專頁
- YouTube上的《一袋女王》頻道
- 女王大人官方網站 （页面存档备份，存于）
- 女王大人的Facebook專頁